# Ichthyodes surigaonis
Ichthyodes surigaonis är en skalbaggsart som först beskrevs av Heller 1923.  Ichthyodes surigaonis ingår i släktet Ichthyodes och familjen långhorningar.
Artens utbredningsområde är Filippinerna. Inga underarter finns listade i Catalogue of Life.